# Rhinogobio cylindricus
Rhinogobio cylindricus är en fiskart som beskrevs av Günther, 1888. Rhinogobio cylindricus ingår i släktet Rhinogobio och familjen karpfiskar. Inga underarter finns listade i Catalogue of Life.